# Stredné Plachtince
Stredné Plachtince este o comună slovacă, aflată în districtul Veľký Krtíš din regiunea Banská Bystrica. Localitatea se află la altitudinea de 225 m deasupra n.m., se întinde pe o suprafață de 20,88 km2 și în 2017 număra 592 de locuitori.

## Istoric
Localitatea Stredné Plachtince este atestată documentar din 1473.

## Demografie
| An:                | 1994 | 2004   | 2014   | 2024   |
| ------------------ | ---- | ------ | ------ | ------ |
| Număr de persoane: | 613  | 623    | 609    | 599    |
| Diferență:         |      | +1,63% | −2,24% | −1,64% |

| An:                | 2023 | 2024   |
| ------------------ | ---- | ------ |
| Număr de persoane: | 600  | 599    |
| Diferență:         |      | −0,16% |